# Baix
Pour les articles homonymes, voir Baix (homonymie).
Baix (prononcer [bɛks]) est une commune française, située dans le département de l'Ardèche en région Auvergne-Rhône-Alpes, dans l'arrondissement de Privas et le canton du Pouzin.

## Géographie

### Situation et description
Le village est situé sur la rive droite du Rhône, à mi-chemin entre Valence et Montélimar, à l'est de Privas. Il est, à ce titre, rattaché à la communauté de communes Ardèche Rhône Coiron dont le siège est fixé dans la commune voisine de Cruas.

### Communes limitrophes
Baix est limitrophe de huit communes, dont six sont situées dans le département de l'Ardèche et deux dans le département de la Drôme.
Ces communes sont réparties géographiquement de la manière suivante :

### Géologie et relief
Situé entre le vieux Rhône et les collines, ce village dispose d'une belle variété de reliefs avec possibilité de pêche et de randonnées en montagne.

### Climat
Pour des articles plus généraux, voir Climat d'Auvergne-Rhône-Alpes et Climat de l'Ardèche.
En 2010, le climat de la commune est de type climat méditerranéen franc, selon une étude du CNRS s'appuyant sur une série de données couvrant la période 1971-2000. En 2020, Météo-France publie une typologie des climats de la France métropolitaine dans laquelle la commune est exposée à un climat méditerranéen et est dans la région climatique Provence, Languedoc-Roussillon, caractérisée par une pluviométrie faible en été, un très bon ensoleillement (2 600 h/an), un été chaud (21,5 °C), un air très sec en été, sec en toutes saisons, des vents forts (fréquence de 40 à 50 % de vents > 5 m/s) et peu de brouillards.
Pour la période 1971-2000, la température annuelle moyenne est de 13,2 °C, avec une amplitude thermique annuelle de 17,9 °C. Le cumul annuel moyen de précipitations est de 910 mm, avec 6,8 jours de précipitations en janvier et 4,5 jours en juillet. Pour la période 1991-2020, la température moyenne annuelle observée sur la station météorologique de Météo-France la plus proche, « Chomérac Sa_rce », sur la commune de Chomérac à 8 km à vol d'oiseau, est de 13,2 °C et le cumul annuel moyen de précipitations est de 1 104,9 mm,. Pour l'avenir, les paramètres climatiques de la commune estimés pour 2050 selon différents scénarios d'émission de gaz à effet de serre sont consultables sur un site dédié publié par Météo-France en novembre 2022.

### Hydrographie
Le territoire communal est bordé par le Rhône dans sa partie orientale.

### Voies de communication et transport
Le territoire de Baix est traversé par l'ancienne route nationale 86, reclassée en route départementale (RD86) pour ce tronçon depuis 2005 et qui traverse l'Ardèche du nord au sud dans la vallée du Rhône.

## Urbanisme

### Typologie
Au 1er janvier 2024, Baix est catégorisée commune rurale à habitat dispersé, selon la nouvelle grille communale de densité à 7 niveaux définie par l'Insee en 2022.
Elle appartient à l'unité urbaine du Le Pouzin, une agglomération intra-départementale dont elle est une commune de la banlieue,. Par ailleurs la commune fait partie de l'aire d'attraction de Privas, dont elle est une commune de la couronne,. Cette aire, qui regroupe 24 communes, est catégorisée dans les aires de moins de 50 000 habitants,.

### Occupation des sols
L'occupation des sols de la commune, telle qu'elle ressort de la base de données européenne d’occupation biophysique des sols Corine Land Cover (CLC), est marquée par l'importance des forêts et milieux semi-naturels (54,9 % en 2018), une proportion sensiblement équivalente à celle de 1990 (55,3 %). La répartition détaillée en 2018 est la suivante : 
forêts (44,5 %), zones agricoles hétérogènes (16,2 %), terres arables (11,5 %), milieux à végétation arbustive et/ou herbacée (10,4 %), prairies (5,1 %), cultures permanentes (4,6 %), zones urbanisées (4,4 %), eaux continentales (3,2 %).
L'évolution de l’occupation des sols de la commune et de ses infrastructures peut être observée sur les différentes représentations cartographiques du territoire : la carte de Cassini (XVIIIe siècle), la carte d'état-major (1820-1866) et les cartes ou photos aériennes de l'IGN pour la période actuelle (1950 à aujourd'hui).

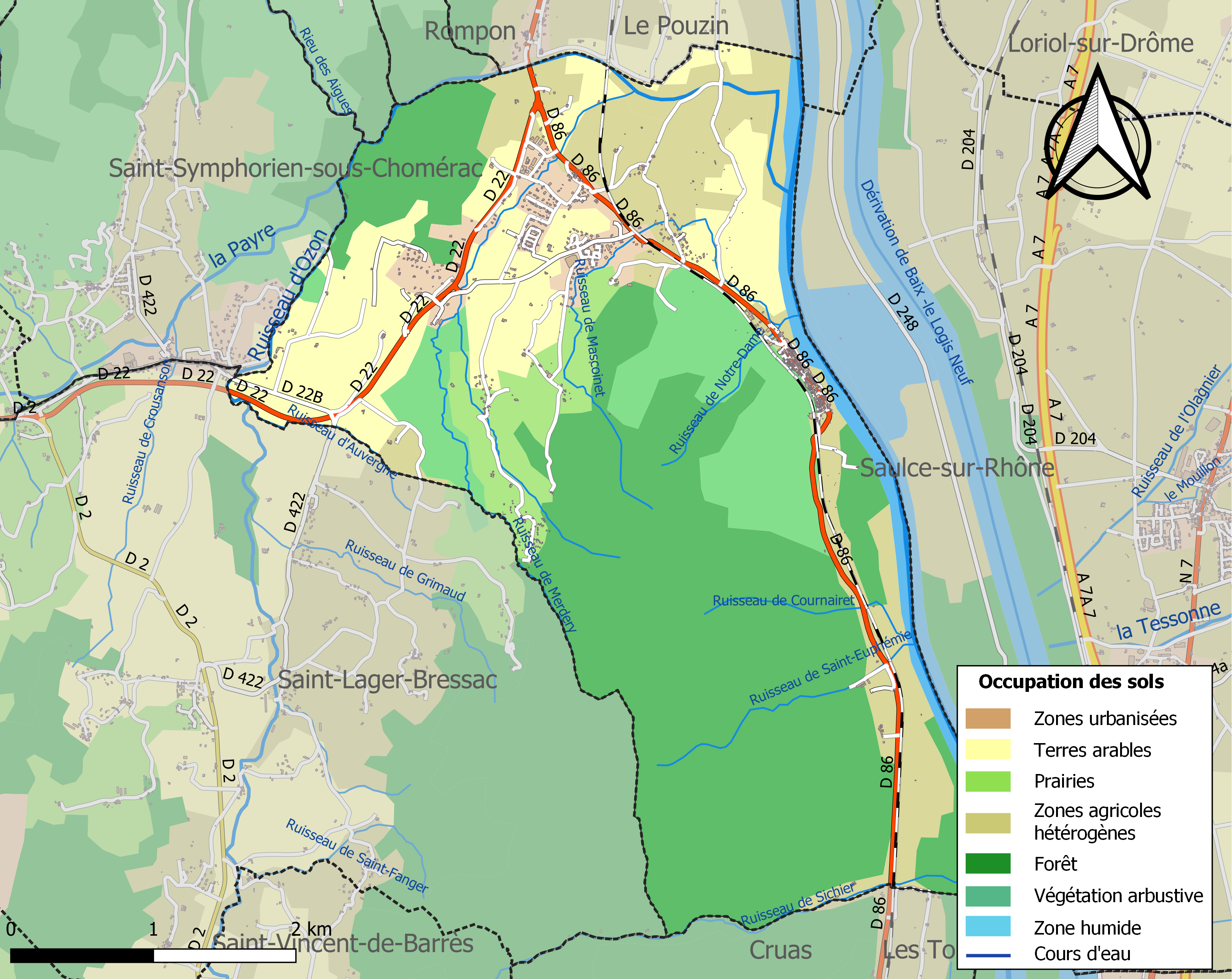
Carte des infrastructures et de l'occupation des sols de la commune en 2018 (CLC).

### Risques naturels et technologiques

#### Risques sismiques
L'ensemble du territoire de la commune de Baix est situé en zone de sismicité no 3, dite « modérée » (sur une échelle de 1 à 5), comme la plupart des communes situées dans la vallée du Rhône, mais non loin de la limite orientale de la zone no 2, dite « faible » qui correspond au plateau ardéchois.
| Type de zone | Niveau            | Définitions (bâtiment à risque normal) |
| ------------ | ----------------- | -------------------------------------- |
| Zone 3       | Sismicité modérée | accélération = 1,1 m/s2                |

## Histoire
Dès l'époque romaine, les rives du Rhône sont occupées.
De nombreuses îles existaient au niveau de la plaine de Payre, autorisant ainsi un passage à gué du fleuve.
C'est ainsi qu'une ville « gréco-romaine » vit le jour en cet endroit, elle est située sur le Rhône, entre, au nord, le village du Pouzin, au sud, le village de Baix et à l'ouest les villages de Loriol-sur-Drôme et Saulce.
Elle faisait la jonction entre la voie romaine d'Antonin Le Pieux sur la rive droite et la voie d'Agrippa sur la rive gauche. Il est possible qu'Hannibal, parti d'Espagne, ait franchi le Rhône en cet endroit avec ses éléphants, en 218 av. J.-C., avant de traverser les Alpes.
Le nom de cette ville appelée Batiana, qui veut dire passage aisé, donné probablement par une colonie phocéenne, indique la facilité que l'on avait en ce lieu de traverser le Rhône (batos = aisé, praticable - ana = travers), grâce au nombre d'îles que le fleuve formait en cet endroit.
Batiana possédait donc un bac pour traverser le Rhône et un relais de chevaux.
La ville était assise sur les deux rives du fleuve et peut-être aussi dans les îles. Lieu de passage obligé, Batiana eut à subir de nombreuses invasions et destructions. Elle subsista jusqu'à l'invasion des Vandales en 411. La population de Batiana échappant au massacre, revint, au bout d'un temps impossible à préciser, rebâtir la ville par-dessus les ruines laissées par les Vandales. Cette nouvelle ville fut détruite à nouveau vers 735 par les Sarrasins qui ravagèrent à cette époque toute la vallée du Rhône jusqu'à Lyon. Une nouvelle Batiana émergea de ses ruines.
La ville se mit donc à l'abri derrière des fortifications. Au sud fut créé Baios (Baix) et au nord Pusillus (Le Pouzin). Baios s'est appelé par la suite Bacium, Bacxus, Bays sur Bays, avant de devenir Baix.
Des restes de constructions et plusieurs tombes sous tuiles ont été mises au jour autour de la chapelle Sainte-Euphémie.

## Politique et administration

### Liste des maires
| Période                                  | Période                   | Identité      | Étiquette     | Qualité |
| ---------------------------------------- | ------------------------- | ------------- | ------------- | ------- |
| Les données manquantes sont à compléter. |                           |               |               |         |
| avant 1981                               | 1995                      | Marcel Loire  | PCF           |         |
| juin 1995                                | mars 2014                 | Alain Laurent | Apparenté PCF |         |
| mars 2014                                | En cours (au 6 août 2020) | Yves Boyer,   | DVG           | Cadre   |

## Population et société

### Démographie
L'évolution du nombre d'habitants est connue à travers les recensements de la population effectués dans la commune depuis 1793. Pour les communes de moins de 10 000 habitants, une enquête de recensement portant sur toute la population est réalisée tous les cinq ans, les populations de référence des années intermédiaires étant quant à elles estimées par interpolation ou extrapolation. Pour la commune, le premier recensement exhaustif entrant dans le cadre du nouveau dispositif a été réalisé en 2006.

En 2022, la commune comptait 1 293 habitants, en évolution de +18,62 % par rapport à 2016 (Ardèche : +2,48 %, France hors Mayotte : +2,11 %).
| 1793 | 1800 | 1806  | 1821  | 1831  | 1836  | 1841  | 1846  | 1851  |
| ---- | ---- | ----- | ----- | ----- | ----- | ----- | ----- | ----- |
| 974  | 829  | 1 061 | 1 254 | 1 314 | 1 363 | 1 322 | 1 288 | 1 336 |

| 1856  | 1861  | 1866  | 1872  | 1876  | 1881  | 1886  | 1891 | 1896 |
| ----- | ----- | ----- | ----- | ----- | ----- | ----- | ---- | ---- |
| 1 290 | 1 313 | 1 225 | 1 233 | 1 208 | 1 088 | 1 055 | 993  | 970  |

| 1901 | 1906 | 1911 | 1921 | 1926 | 1931 | 1936 | 1946 | 1954 |
| ---- | ---- | ---- | ---- | ---- | ---- | ---- | ---- | ---- |
| 887  | 854  | 841  | 801  | 741  | 683  | 643  | 575  | 607  |

| 1962 | 1968 | 1975 | 1982 | 1990 | 1999 | 2006  | 2011  | 2016  |
| ---- | ---- | ---- | ---- | ---- | ---- | ----- | ----- | ----- |
| 643  | 609  | 546  | 961  | 748  | 822  | 1 010 | 1 039 | 1 090 |

| 2021  | 2022  | - | - | - | - | - | - | - |
| ----- | ----- | - | - | - | - | - | - | - |
| 1 280 | 1 293 | - | - | - | - | - | - | - |

### Enseignement
La commune est rattachée à l'académie de Grenoble.

### Médias
La commune est située dans la zone de distribution de deux organes de la presse écrite :
- L'Hebdo de l'Ardèche

Il s'agit d'un journal hebdomadaire français basé à Valence et couvrant l'actualité de tout le département de l'Ardèche.
- Le Dauphiné libéré

Il s'agit d'un journal quotidien de la presse écrite française régionale distribué dans la plupart des départements de l'ancienne région Rhône-Alpes, notamment l'Ardèche. La commune est située dans la zone d'édition de Privas.

## Culture locale et patrimoine

### Patrimoine religieux

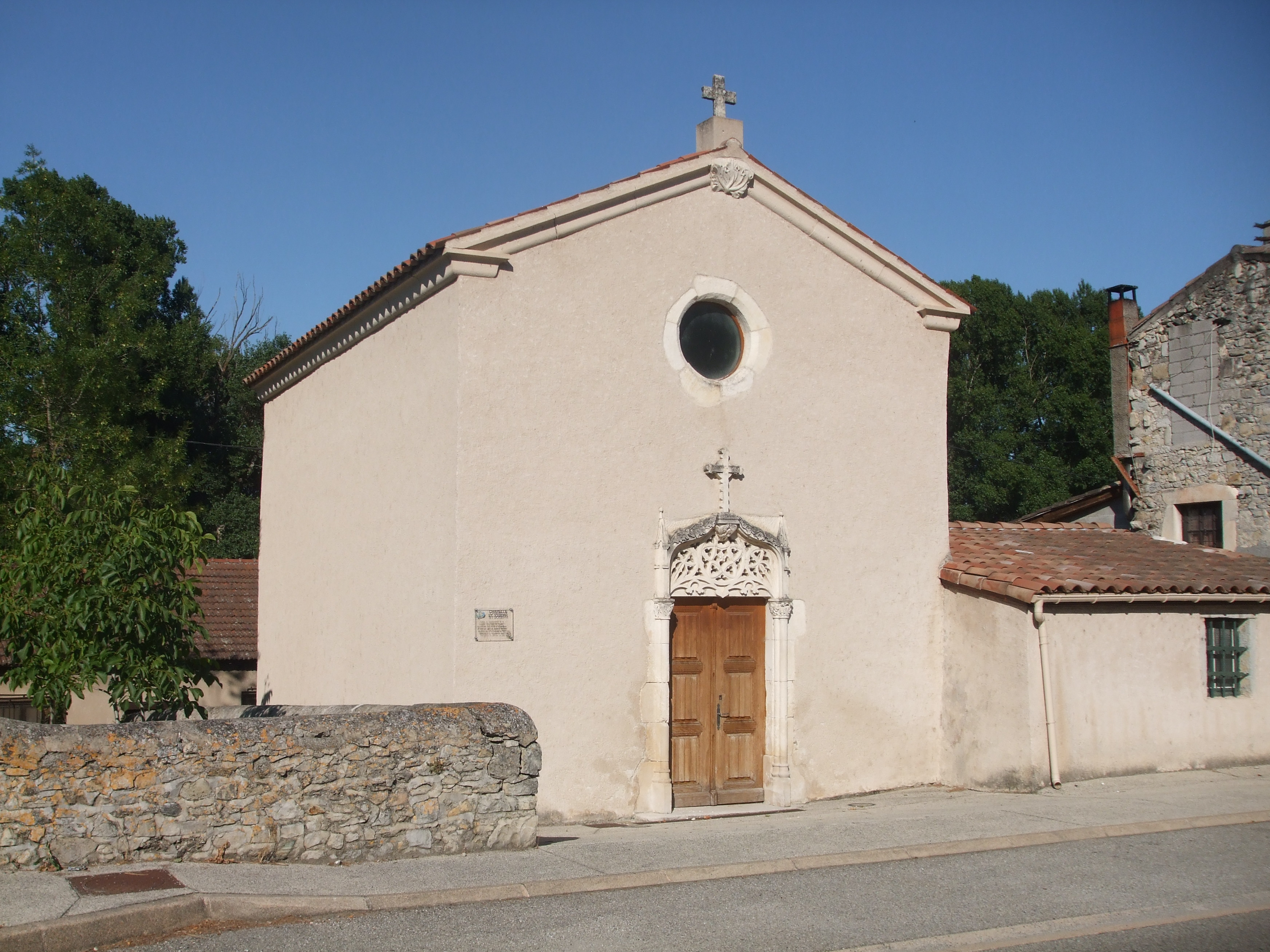
Chapelle Saint-Joseph.

- Église Saint-Nicolas de Baix, souvent remaniée.
- Chapelle Saint-Joseph de Baix.
- Chapelle Sainte-Euphémie de Sainte-Euphémie.
- Croix Rouge de Baix.

### Lieux et monuments
- Maisons anciennes (Renaissance).
- Fontaine Louis XVI.
- La tour de l’horloge du village, construite en 1600.
- Hostellerie de La Cardinale.
- Anciennes écoles primaires.
- Canal de dérivation du Rhône pour alimenter la centrale du Logis-Neuf.
- Stade Géronton.
- Passerelle himalayenne de la Payre (2016).

### Personnalités liées à la commune
- Auguste Le Sourd, historien, propriétaire du château de Saint-Maurice.

### Héraldique
|  | Baix possède des armoiries dont l'origine et le blasonnement exact ne sont pas disponibles. |